# Amanda Lepore
Pour les articles homonymes, voir Lepore.
 (juin 2017).
Si vous disposez d'ouvrages ou d'articles de référence ou si vous connaissez des sites web de qualité traitant du thème abordé ici, merci de compléter l'article en donnant les références utiles à sa vérifiabilité et en les liant à la section « Notes et références ».
Amanda Lepore (née Armand Lepore, le 21 novembre 1967 dans le New Jersey) est une femme trans américaine, mannequin et chanteuse. Elle a bénéficié de sa première chirurgie plastique dès l'âge de 15 ans et a achevé sa transition durant la dernière année de lycée.

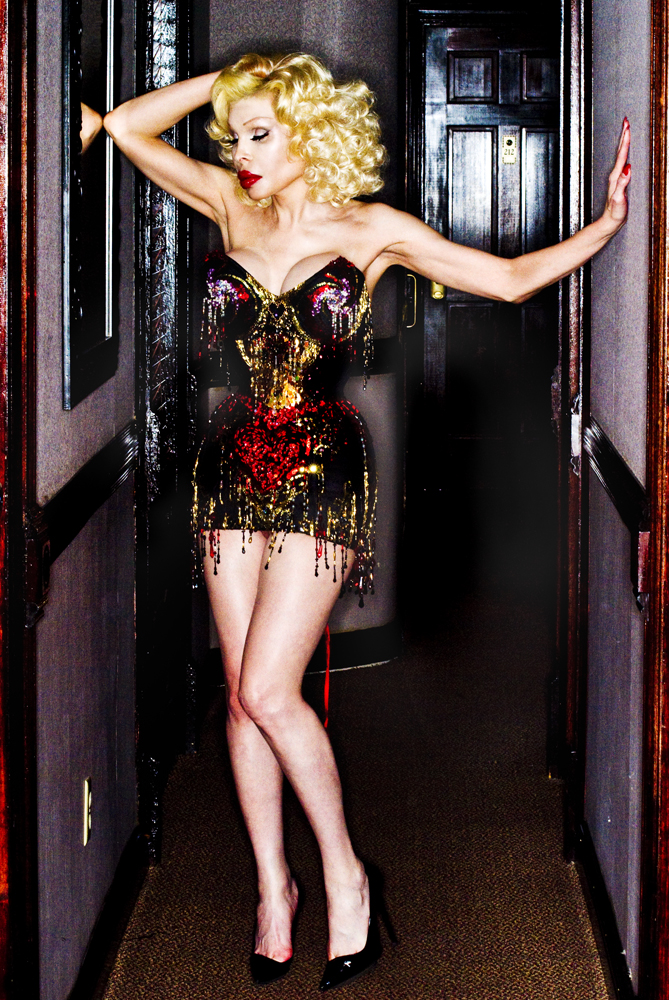
Amanda Lepore en 2010.

Elle a été mannequin pour plusieurs marques telles que Heatherette, MAC Cosmetics, Mego Jeans, ou Swatch et a participé aux campagnes publicitaires d'Armani ou encore MTV. Elle est considérée comme une icône de la mode. Amanda Lepore contribue également à d'autres projets liés à la mode[Lesquels ?], tels que le défilé Marco Marco de la sixième collection pour la Fashion Week de New-York 2017.
Muse du photographe David LaChapelle, elle apparaît dans de nombreux travaux de ce dernier. Elle a également inspiré Pierre et Gilles dans une œuvre de 2001 intitulée Dream Girl.
Elle vit actuellement à New York.

## Discographie

### Albums
- I...Amanda Lepore (2011)
- I...Amanda Lepore (Make Over Sessions) (2015)

### EP
- Introducing... Amanda Lepore (2005)
- Fierce Pussy (The Remix Album) (2007)
- Cazwell & Amanda Lepore — Cazwell and Amanda (2010)
- LEPORE. (2018)
- Buckle Up (Remixes) (2019)

### Singles
- My Pussy (feat. Larry Tee) (2007)
- Amanda Lepore, Mel Merio & Chicks on Speed — The Life (2008)
- Cotton Candy (2009)
- Doin' It My Way (2012)
- Too Drunk to Fuck (2018)
- Greko, Sharon Needles, Debbie Harry, Peppermint & Amanda Lepore — #Liftmeup (2019)